# Liste von Flüssen in Deutschland
Die Liste von Flüssen in Deutschland enthält eine Auswahl von Fließgewässern in Deutschland, sortiert nach Länge und Wasserreichtum.
Alle im Folgenden aufgelisteten Fließgewässer – Bäche, Flüsse und Ströme – durchfließen Deutschland ganz oder teilweise. Es ist möglich, dass sie in einem Anrainerstaat entspringen, anschließend durch Deutschland fließen und dort oder in einem angrenzenden Land münden, zum Beispiel in einen anderen Fluss bzw. Strom, in einen See oder in ein Meer. Umgekehrt kann es aber auch sein, dass die Fließgewässer in Deutschland entspringen und dort oder in einem Nachbarland nach dem zuvor genannten Muster münden.

## Hinweise
Der besseren Übersicht wegen sind zahlreiche Längenangaben auf volle Kilometer gerundet. Beispiel: Der 27,5 km lange Neckar-Zufluss Lauter ist nur mit 27 km vermerkt. Unten befindet sich eine Liste von Flüssen mit noch nicht recherchierter oder unbekannter Länge.
Künstlich angelegte Kanäle sind in dieser Liste nicht aufgeführt.

## Flüsse mit über 200 km Länge
In nachfolgender Tabelle sind über 200 km lange Fließgewässer aufgeführt. Da der Name des Flusses auch für das Flusssystem insgesamt steht und der hydrologische Hauptfluss nicht selten von scheinbaren Nebenflüssen gebildet wird, sind zusätzlich der größte (wasserreichste; markiert mit „G“) und der längste Quellast (markiert mit „L“) angegeben. Die quantitativen Angaben umfassen die Länge der entsprechend benannten Fließstrecke, die längste Fließstrecke, die längste Fließstrecke innerhalb Deutschlands, den mittleren Abfluss am wasserreichsten inländischen Punkt, das gesamte Einzugsgebiet und das Einzugsgebiet innerhalb Deutschlands. Es folgt das Quell- und Mündungsgebiet, berührte Bundesländer und wichtige Nebenflüsse. Erläuterungen zum Verständnis befinden sich in der Legende unterhalb der Tabelle:
| Fluss Flusssystem Größter Quellast (G): Längster Quellast (L): | Länge (Name) in km | Länge (max.) in km | Länge (max.) in D in km | Mittlerer Abfluss in D in m³/s | Einzugs- gebiet gesamt in km² | Einzugs- gebiet in D in km² | Quelle bei (Ort, Berg) (Landsch.)                         | Mündung in: (Gewässer) bei: (Ort, Land) | Berührte Bundes- länder    | Wichtige Nebenflüsse in D                      |
| -------------------------------------------------------------- | ------------------ | ------------------ | ----------------------- | ------------------------------ | ----------------------------- | --------------------------- | --------------------------------------------------------- | --------------------------------------- | -------------------------- | ---------------------------------------------- |
| Donau Flaz, Inn (G) Breg (L)                                   | 2.811              | 2.857              | 647                     | 1.490                          | 795.686                       | 56.113                      | Furtwangen (BW) (Schwarzwald)                             | Schwarzes Meer (Tulcea, RO)             | BW, BY                     | Iller, Lech, Altmühl, Naab, Regen, Isar, Inn   |
| Rhein Aare (G) Rein da Medel (L)                               | 1.048              | 1.233              | 865                     | 2.300                          | 198.735                       | 102.159                     | Disentis (CH) (Alpen)                                     | Nordsee (Rotterdam, NL)                 | BY, BW, RP, HE, NW         | Neckar, Main, Lahn, Mosel, Ruhr, Lippe         |
| Elbe Moldau (G, L)                                             | 1.094              | 1.245              | 727                     | 870                            | 148.268                       | 97.175                      | Spindlermühle (CZ) (Riesengebirge)                        | Nordsee (Cuxhaven, NI/SH)               | SN, BB, ST, NI, MV, SH, HH | Schwarze Elster, Mulde, Saale, Havel           |
| Oder Oder (G) Warthe (L)                                       | 866                | 1.045              | 179                     | 574                            | 118.890                       | 5.633                       | Fiedelhübel (CZ) (Sudeten)                                | Stettiner Haff (Pölitz, PL)             | BB                         | Lausitzer Neiße                                |
| Weser Eder, Fulda (G) Saar, Werra (L)                          | 452                | 750                | 750                     | 390                            | 41.094                        | 41.094                      | Hildburghausen (TH) (Thüringer Wald)                      | Nordsee (Bremerhaven, HB/NI)            | TH, HE, NI, NW, HB         | Aller, Hunte                                   |
| Mosel Rhein Moselotte (G, L)                                   | 545                | 549                | 242                     | 320                            | 28.286                        | 9.637                       | Épinal (F) (Vogesen)                                      | Rhein (Koblenz, RP)                     | SL, RP                     | Saar, Sauer, Kyll                              |
| Main Rhein Fränk. Rezat, Rednitz, Regnitz (G, L)               | 524                | 569                | 569                     | 211                            | 27.292                        | 27.292                      | Kulmbach, (BY) (Fichtelgebirge)                           | Rhein (Mainz-Kostheim, HE)              | BY, HE, BW                 | Itz, Regnitz, Fr. Saale, Tauber, Kinzig, Nidda |
| Inn Donau Flaz (G) Aua da Fedoz (L)                            | 517                | 522                | 218                     | 738                            | 25.700                        | 8.060                       | St. Moritz (CH) (Alpen)                                   | Donau (Passau, BY)                      | BY                         | Alz, Salzach, Rott, Mangfall                   |
| Saale Elbe Saale (G, L)                                        | 413                | 413                | 413                     | 117                            | 24.079                        | 24.079                      | Hof (BY) (Fichtelgebirge)                                 | Elbe (Barby, ST)                        | BY, TH, ST                 | Schwarza, Ilm, Unstrut, Weiße Elster, Bode     |
| Spree Elbe Spree (G, L)                                        | 382                | 382                | 382                     | 36                             | 9.793                         | 9.763                       | Spreedorf, Neugersdorf, Kottmar (SN) (Lausitzer Bergland) | Havel (Berlin, BE)                      | SN, BB, BE                 | Dahme                                          |
| Ems Ems (G, L)                                                 | 371                | 371                | 371                     | 125                            | 17.934                        | 17.934                      | Schloß Holte-Stukenbrock (NW) (Teutoburger Wald)          | Nordsee (Emden, NI, NL)                 | NW, NI                     | Hase, Leda, Jümme                              |
| Neckar Rhein Bad. Eschach (G) Württ. Eschach (L)               | 367                | 384                | 384                     | 145                            | 14.000                        | 14.000                      | Villingen-Schwenningen (BW) (Schwarzwald)                 | Rhein (Mannheim, BW)                    | BW, HE                     | Fils, Rems, Enz, Kocher, Jagst, Zaber          |
| Havel Elbe Spree (G, L)                                        | 325                | 560                | 560                     | 103                            | 24.096                        | 24.096                      | Neustrelitz (MV) (Mecklenb. Seenpl.)                      | Elbe (Havelberg, ST)                    | MV, BB, BE, ST             | Spree, Nuthe, Rhin, Dosse                      |
| Eger Elbe Eger (G, L)                                          | 316                | 316                | 38                      | 3,6                            | 5.614                         | 310                         | Marktredwitz (BY) (Fichtelgebirge)                        | Elbe (Litoměřice, CZ)                   | BY                         | Wondreb                                        |
| Werra Weser Schleuse (G) Saar (L)                              | 292                | 298                | 298                     | 51,2                           | 5.496                         | 5.496                       | Hildburghausen (TH) (Thüringer Wald)                      | Weser (Hann. Münden, NI)                | TH, HE, NI                 | Ulster, Hörsel                                 |
| Isar Donau Isar (G) Lafatscher Bach (L)                        | 286                | 295                | 263                     | 175                            | 8.370                         | 7.965                       | Scharnitz (A) Alpen                                       | Donau (Deggendorf, BY)                  | BY                         | Loisach, Amper                                 |
| Mulde Elbe Flöha, Zschp., F. Mulde (G) Zwickauer Mulde (L)     | 290                | 290                | 290                     | 73                             | 7.400                         | 7.017                       | Schöneck, Freiberg (SN) Erzgebirge                        | Elbe (Dessau, ST)                       | SN, ST                     | Zwickauer Mulde, Freiberger Mulde, Zschopau    |
| Leine Weser Oder, Rhume (G) Leine (L)                          | 281                | 281                | 281                     | 61,7                           | 6.512                         | 6.512                       | Leinefelde (TH) Eichsfeld                                 | Aller (Schwarmstedt, NI)                | TH, NI                     | Rhume, Innerste                                |
| Lech Donau Lech (G, L)                                         | 264                | 264                | 170                     | 115                            | 3.926                         | 2.574                       | Lech (A) Alpen                                            | Donau (Marxheim, BY)                    | BY                         | Vils, Halblech, Wertach                        |
| Aller Weser Oder, Rhume, Leine (G), Leine (L)                  | 260                | 346                | 346                     | 120                            | 15.744                        | 15.744                      | Seehausen (ST) (Magdeburger Börde)                        | Weser (Verden- Eissel, NI)              | ST, NI                     | Oker, Fuhse, Örtze, Leine, Böhme               |
| Weiße Elster Saale Weiße Elster (G, L)                         | 257                | 257                | 247                     | 26                             | 5.384                         | 4.961                       | Výhledi (Aš; CZ)                                          | Saale (Halle, ST)                       | SN, TH, ST                 | Pleiße, Weida                                  |
| Lausitzer Neiße Oder Weiße Neiße (L)                           | 256                | 254                | 199                     | 32                             | 4.403                         | 1.411                       | Nová Ves nad Nisou (CZ) (Isergebirge)                     | Oder (Ratzdorf, BB)                     | SN, BB                     | Mandau, Pließnitz                              |
| Lahn Rhein Lahn (G) Felda, Ohm (L)                             | 246                | 250                | 250                     | 52                             | 5.964                         | 5.964                       | am Lahnkopf (Lahnhof, NW) (Rothaargebirge)                | Rhein (Lahnstein, RP)                   | NW, HE, RP                 | Ohm, Dill, Weil, Emsbach, Elbbach              |
| Saar Rhein Sarre Rouge (G, L)                                  | 227                | 227                | 104                     | 78,2                           | 7.431                         | 3.605                       | nahe dem Donon (Schirmeck, F) (Vogesen)                   | Mosel (Konz, RP)                        | SL, RP                     | Blies, Nied, Prims, Leukbach                   |
| Salzach Donau Krimmler Ache (G, L)                             | 226                | 232                | 59                      | 251                            | 6.704                         | 1.171                       | am Salzachgeier (A) (Kitzbüheler Alpen)                   | Inn (Haiming, BY)                       | BY                         | Saalach                                        |
| Altmühl Donau Altmühl (G, L)                                   | 220                | 220                | 220                     | 24                             | 3.257                         | 3.257                       | Rothenburg ob der Tauber (BY) (Frankenhöhe)               | Donau (Kelheim, BY)                     | BY                         | Sulz, Schwarzach, Weiße Laber                  |
| Lippe Rhein Pader (G) Alme (L)                                 | 220                | 268                | 268                     | 46                             | 4.882                         | 4.882                       | Bad Lippspringe (NW) (Eggegebirge)                        | Rhein (Wesel, NW)                       | NW                         | Pader, Alme, Glenne, Seseke, Stever            |
| Ruhr Rhein Renau, Neger (G, L)                                 | 219                | 227                | 227                     | 81,6                           | 4.485                         | 4.485                       | Ruhrkopf (Winterberg, NW) Rothaargebirge                  | Rhein (Duisburg-Ruhrort, NW)            | NW                         | Möhne, Hönne, Lenne, Volme                     |
| Fulda Weser Eder (G, L)                                        | 218                | 219                | 219                     | 66,9                           | 6.947                         | 6.947                       | Wasserkuppe (HE) (Rhön) (Landkreis Fulda)                 | Weser (Hann. Münden NI)                 | HE, NI                     | Lüder, Haune, Eder                             |
| Elde Elbe Elde (G, L)                                          | 208                | 208                | 208                     | 11                             | 2.990                         | 2.990                       | Darze (MV) (Mecklenburgische Seenplatte)                  | Elbe (Dömitz, MV)                       | MV                         | Störkanal                                      |
| Kocher Rhein Lein (G, L)                                       | 168                | 201                | 201                     | 22,5                           | 1.961                         | 1.961                       | Oberkochen (BW) (Schwäbische Alb)                         | Neckar (Bad Friedrichshall, BW)         | BW                         | Lein, Rot, Bühler, Brettach                    |

Legende (alphabetisch gelistet):
Die innerhalb der Tabellen-Kopfzeile erwähnte Abkürzung „D“ steht für Deutschland.
Innerhalb der Tabelle erwähnte deutsche Bundesländer (nach ISO 3166-2:DE geordnet):
| - BW = Baden-Württemberg - BY = Bayern - BE = Berlin - BB = Brandenburg - HB = Bremen - HH = Hamburg | - HE = Hessen - MV = Mecklenburg-Vorpommern - NI = Niedersachsen - NW = Nordrhein-Westfalen - RP = Rheinland-Pfalz - SL = Saarland | - SN = Sachsen - ST = Sachsen-Anhalt - SH = Schleswig-Holstein - TH = Thüringen |

Innerhalb der Tabelle erwähnte Anrainerstaaten Deutschlands bzw. der genannten Flüsse (nach Kfz-Nationalitätszeichen geordnet):
| - F = Frankreich - NL = Niederlande - A = Österreich | - PL = Polen - RO = Rumänien | - CH = Schweiz - CZ = Tschechien |

Anmerkungen zur Abflussmenge:

1. ↑  Abflusswerte der Mittelweser am Wehr Bremen-Hemelingen von 327 m³/s und der Abflüsse von Ochtum, Lesum, Hunte und Geeste von zusammen ca. 60 m³/s (GKSS Forschungszentrum Geesthacht GmbH: Gewässeranalytische Untersuchungen der Unterweser im Herbst 1979. Externer Bericht GKSS 80/E/27, Geesthacht 1980)
2. ↑  Pegel Hohenberg
3. ↑  Der Wert ergibt sich aus dem Pegel Augsburg und der Differenz vergleichbarer Donaupegel oberhalb (Donauwörth) und unterhalb (Ingolstadt) unter Berücksichtigung des dazwischen liegenden Donau-Einzugsgebietes ohne Lech-Einzugsgebiet; Werte des Hochwassernachrichtendienstes Bayern
4. ↑  25,1 m³/s am Pegel Oberthau, 17,8 km oberhalb der Mündung, EZG: 4.939 km² (96 % des EZG)
5. ↑  hochgerechnet vom Pegel Beilngries (15,7 m³/s, 69 % des Einzugsgebietes)

Anmerkungen zur Länge:

1. ↑  Länge ohne Waal
2. ↑  Ab Fehrenbachscher Quelle der Werra, s. Artikel Werra, offiziell 744 km
3. ↑  gemessen in: Landeskarte der Schweiz 1:25000. Blätter 1276 und 1277
4. ↑  Ab Fehrenbachscher Quelle, s. Artikel Werra

Anmerkungen zum Einzugsgebiet:

1. 1 2 3 4 5 6 7 8 9 10  http://www.rz.uni-karlsruhe.de/~au07/auenbilanzierung/dokumente/bearbeitungskulisse_tabelle.pdf@1@2Vorlage:Toter+Link/www.rz.uni-karlsruhe.de+(Seite+nicht+mehr+abrufbar,+festgestellt+im+April+2019.+Suche+in+Webarchiven) Datei:Pictogram+voting+info.svg Info:+Der+Link+wurde+automatisch+als+defekt+markiert.+Bitte+prüfe+den+Link+gemäß+Anleitung+und+entferne+dann+diesen+Hinweis.

## 15 wasserreichste Flüsse
Die 15 wasserreichsten Flüsse in Deutschland sind:
Alle Angaben über die bayerischen Flüsse entstammen dem Hochwassernachrichtendienst Bayern.

## Flüsse nach Gesamtlänge sortiert

### Liste der Flüsse
Aufgeführt sind nach Länge sortierte Fließgewässer ab einer Länge von zehn Kilometern, die ganz oder teilweise durch Deutschland verlaufen. Das Mündungsgewässer ist in Klammern angegeben.
- 2.857 km – Donau – mit Quellfluss Breg – (Schwarzes Meer)
- 1.236 km – Rhein – mit Quellfluss Rein da Maighels – (Nordsee)
- 1.091 km – Elbe – mit Moldau 1.252 km – (Nordsee)
- 866 km – Oder – mit Warthe 1.045 km – (Ostsee)
- 744 km – Weser – mit Quellfluss Werra, längster Fluss, der auf ganzer Länge in Deutschland verläuft – (Nordsee)
- 544 km – Mosel (Rhein)
- 524 km – Main – mit Regnitz, Rednitz und Fränkischer Rezat 545 km – (Rhein)
- 517 km – Inn (Donau)
- 413 km – Saale (Elbe)
- 400 km – Spree (Havel)
- 371 km – Ems (Nordsee)
- 367 km – Neckar – mit Württembergischer Eschach 384 km – (Rhein)
- 325 km – Havel – mit Spree 542 km – (Elbe)
- 316 km – Eger (Elbe)
- 300 km – Werra (rechter, längerer Quellfluss der Weser)
- 292 km – Isar (Donau)
- 290 km – Mulde – mit Quellfluss Zwickauer Mulde – (Elbe)
- 281 km – Leine (Aller)
- 264 km – Lech (Donau)
- 260 km – Aller – mit Leine 346 km – (Weser)
- 257 km – Weiße Elster (Saale)
- 254 km – Lausitzer Neiße (Oder)
- 245 km – Lahn (Rhein)
- 235 km – Saar (Mosel)
- 227 km – Altmühl (Donau)
- 225 km – Salzach (Inn)
- 220 km – Fulda (linker, wasserreicherer Quellfluss der Weser)
- 220 km – Lippe – mit Alme 268 km – (Rhein)
- 219 km – Ruhr – mit Neger und Namenlose 222 km – (Rhein)
- 208 km – Elde (Elbe)
- 197 km – Naab – mit Quellfluss Waldnaab – (Donau)
- 192 km – Unstrut (Saale)
- 191 km – Regen – mit Quellflüssen Großer Regen, Schwarzer Regen – (Donau)
- 189 km – Hunte (Weser)
- 189 km – Jagst (Neckar)
- 188 km – Eider (Nordsee)
- 185 km – Amper – mit Ammersee und Ammer – (Isar)
- 182 km – Vechte – (Zwarte Water)
- 179 km – Schwarze Elster (Elbe)
- 176 km – Eder (Fulda)
- 176 km – Bode – mit Quellfluss Warme Bode – (Saale)
- 173 km – Sauer (Mosel)
- 170 km – Hase (Else/Ems)
- 168 km – Kocher – mit Lein 201 km – (Neckar)
- 166 km – Zwickauer Mulde (linker Quellfluss der Mulde)
- 165 km – Rur (Maas)
- 155 km – Sieg – mit Ferndorf – (Rhein)
- 153 km – Oste (Nordsee)
- 151 km – Wertach (Lech)
- 150 km – Alz – mit Chiemsee, Tiroler (Kössener) und Kitzbühler Achen – (Inn)[Anmerkung 1]
- 147 km – Iller (Donau)
- 143 km – Warnow – mit Küstengewässer Unterwarnow 155 km – (Ostsee)
- 140 km – Fränkische Saale – mit Milz 153 km (Main)
- 138 km – Peene – mit Ostpeene (Ostsee)
- 134 km – Paar (Donau)
- 134 km – Tauber (Main)
- 133 km – Rhin (Havel)
- 132 km – Wörnitz (Donau)
- 131 km – Lesum – mit Quellfluss Wümme einschl. Haverbeeke – (Weser)
- 130 km – Zschopau (Freiberger Mulde)
- 129 km – Ilm – mit Freibach 135 km (Saale)
- 129 km – Lenne (Ruhr)
- 129 km – Vils – mit Quellfluss Große Vils – (Donau)
- 128 km – Oker (Aller)
- 128 km – Kyll (Mosel)
- 125 km – Nahe (Rhein)
- 124 km – Freiberger Mulde (mit Zschopau 151 km; rechter Quellfluss der Mulde)
- 124 km – Trave (Ostsee)
- 121 km – Elz (über Alte Elz; nur Elz: 90 km) – Schwarzwald – (Rhein)
- 118 km – Wümme (– mit Haverbeeke 120 km – linker Quellfluss der Lesum)
- 117 km – Wupper – (im Oberlauf: Wipper) – (Rhein)
- 115 km – Berkel (IJssel)
- 114 km – Loisach (Isar)
- 114 km – Nied – mit Französischer Nied – (Saar)
- 113 km – Niers – mit Wockerrather Fließ 118 km (Maas)
- 113 km – Pegnitz (– mit Oberlauf Fichtenohe 128 km; rechter Quellfluss der Regnitz)
- 111 km – Diemel (Weser)
- 109 km – Rott (Inn)
- 107 km – Ilmenau – mit Quellfluss Stederau – (Elbe)
- 107 km – Erft – mit Kuhbach – (Rhein)
- 105 km – Enz – mit Quellfluss Große Enz; 149 km mit Nagold – (Neckar)
- 105 km – Große Röder (Schwarze Elster)
- 103 km – Mies (Berounka)
- 103 km – Ohre (Elbe)
- 103 km – Saalach (Salzach)
- 103 km – Uecker – (in BB: Ucker) – (Ostsee)
- 102 km – Wied (Rhein)
- 99 km – Blies (Saar)
- 98 km – Fuhse (Aller)
- 97 km – Milde-Biese-Aland (Elbe)
- 97 km – Innerste (Leine)
- 97 km – Schwalm (Eder)
- 95 km – Dahme (Spree)
- 94 km – Dosse (Havel)
- 93 km – Kinzig (BW) – mit Kleiner Kinzig 96 km – (Rhein) #
- 92 km – Friedberger Ach (Donau) #
- 92 km – Wipper (TH) (Unstrut) #
- 91 km – Nagold (Enz) #
- 91 km – Wutach (Rhein)
- 90 km – Glan (Nahe)
- 90 km – Nidda (Main)
- 90 km – Pleiße (Weiße Elster)
- 89 km – Dinkel (Vechte) #
- 88 km – Große Aue (Weser)
- 87 km – Stör (Elbe)
- 87 km – Vils (Naab)
- 85 km – Ahr (Rhein)
- 85 km – Gera (Unstrut)
- 85 km – Große Laber (Donau) #
- 85 km – Prüm (Sauer)
- 85 km – Sauer (Pfalz und Elsass) (Rhein)
- 85 km – Wipper (ST) (Saale)
- 84 km – Emscher (Rhein) #
- 84 km – Stepenitz (BB) (Elbe)
- 83 km – Wesenitz (Elbe)
- 82 km – Ilm (BY) (Abens) #
- 82 km – Kinzig (HE) (Main) #
- 81 km – Helme (Unstrut)
- 80 km – Helbe (Unstrut) #
- 80 km – Itz (Main)
- 80 km – Rems (Neckar) #
- 80 km – Waldnaab (Naab)
- 79 km – Murg (Oberrhein)
- 79 km – Tiroler Achen (Chiemsee)
- 78 km – Flöha (Zschopau)
- 78 km – Our (Sauer) #
- 78 km – Vils (Naab) (Naab) #
- 78 km – Wiesent (Regnitz)
- 76 km – Abens (Donau) #
- 76 km – Isen (Inn)
- 76 km – Schmutter (Donau)
- 76 km – Schwarze Laber (Donau) #
- 75 km – Aisch (Regnitz) #
- 75 km – Mindel (Donau) #
- 74 km – Lauter (Rhein)
- 74 km – Lieser (Mosel)
- 74 km – Trebel (Peene) #
- 73 km – Jeetze/Jeetzel (Elbe)
- 73 km – Treene (Eider)
- 72 km – Argen–Untere Argen mit Quellfluss Weitnauer Bach (Rhein) #
- 72 km – Leda (Ems) #
- 72 km – Recknitz (Saaler Bodden / Ostsee) #
- 72 km – Sude (Elbe) #
- 72 km – Werre (Weser)
- 70 km – Issel mit Oude Ijssel[Anmerkung 2] #
- 68 km – Agger (Sieg) #
- 68 km – Böhme (Aller)
- 68 km – Randow (Uecker)
- 68 km – Tollense (Peene)
- 68 km – Wetter (Nidda) #
- 67 km – Chemnitz (Zwickauer Mulde) #
- 67 km – Schwarzer Schöps
- 67 km – Selke (Bode) #
- 67 km – Werse (Ems)
- 66 km – Löcknitz (Elbe)
- 65 km – Bille (Elbe)
- 65 km – Fränkische Rezat (Rednitz) #
- 65 km – Gennach (Wertach)
- 65 km – Ilz (Donau) #
- 65 km – Nuthe (BB) (Havel)
- 67 km – Haune (Fulda) #
- 64 km – Nister (Sieg)
- 63 km – Fils (Neckar)
- 63 km – Nidder (Nidda) #
- 63 km – Salm (Mosel)
- 63 km – Wern (Main)
- 62 km – Emmer (Weser)
- 62 km – Roter Main (linker Quellfluss des Mains) #
- 62 km – Schussen (Rhein)
- 62 km – Schwentine (Kieler Förde / Ostsee)
- 62 km – Weser (Ourthe) #
- 61 km – Nims (Prüm) #
- 61 km – Selz (Rhein)
- 61 km – Weißeritz mit Wilder Weißeritz (Elbe)
- 60 km – Haidenaab (Naab)
- 60 km – Nebel (Warnow)
- 60 km – Ohm (Lahn)
- 60 km – Parthe (Weiße Elster) #
- 60 km – Pfinz (Rhein)
- 60 km – Pulsnitz (Schwarze Elster)
- 60 km – Schwarzach (Naab) #
- 60 km – Schwarzach (Rednitz) #
- 60 km – Sempt (Isar) #
- 60 km – Speyerbach –  mit Hauptoberlauf Erlenbach – (Rhein)
- 60 km – Zusam (Donau)
- 59 km – Alme (Lippe)
- 59 km – Elzbach (Mosel)
- 59 km – Fuhne (Mulde, Saale)
- 59 km – Mildenitz (Warnow)
- 59 km – Nette (Rhein)
- 59 km – Rench (Rhein) #
- 59 km – Weschnitz (Rhein)
- 58 km – Löbauer Wasser (Spree)
- 58 km – Luhe (Ilmenau)
- 58 km – Mangfall (Inn)
- 58 km – Regnitz (Main) #
- 58 km – Schunter (Oker) #
- 58 km – Wondreb (Eger)
- 57 km – Burgdorfer Aue mit Fuhsekanal (Aller) #
- 57 km – Kammel (Mindel)
- 57 km – Lein (Kocher) #
- 57 km – Plane (Havel)
- 57 km – Schutter (Kinzig) – (Schutter Schwarzwald, Baden-Württemberg) #
- 57 km – Steinach (Rodach) #
- 57 km – Weida (Weiße Elster)
- 57 km – Wurm (Rur) #
- 56 km – Lauchert (Donau)
- 56 km – Oder (Rhume)
- 56 km – Stecknitz (Trave) #
- 56 km – Ulster (Werra)
- 55 km – Brenz (Donau)
- 55 km – Dill (Lahn)
- 55 km – Günz (Donau)
- 55 km – Hörsel mit „Kleine Leina“ (Werra)
- 55 km – Örtze (Aller)
- 55 km – Roth (Donau)
- 55 km – Pfreimd (Naab)
- 55 km – Wiese (Rhein)
- 55 km – Wisenta (Saale) #
- 54 km – Baunach (Main)
- 54 km – Inde (Rur) #
- 54 km – Murr (Neckar)
- 54 km – Nesse (Hörsel)
- 54 km – Rot (Donau)
- 54 km – Stever (Lippe) #
- 54 km – Acher (Rhein)
- 53 km – Alf (Mosel) #
- 53 km – Alster (Elbe)
- 53 km – Elsenz (Neckar)
- 53 km – Schwarza (Saale)
- 52 km – Linzer Aach (Rhein)
- 52 km – Queich (Rhein)
- 52 km – Rodach (Main) #
- 52 km – Rögnitz (Sude)
- 52 km – Schnauder (Weiße Elster) #
- 52 km – Stepenitz (Mecklenburg) (Trave)
- 52 km – Weißer Main (rechter Quellfluss des Mains) #
- 52 km – Welse (Oder)
- 51 km – Bocholter Aa (Oude Ijssel)
- 51 km – Chamb (Regen)
- 51 km – Prims (Saar) #
- 51 km – Schwarzbach (Blies)
- 50 km – Aar (Lahn)
- 50 km – Alsenz (Nahe)
- 50 km – Eyach (Neckar) #
- 50 km – Ise (Aller)
- 50 km – Kraichbach (Rhein) #
- 50 km – Möhne (Ruhr) #
- 50 km – Mümling – mit Marbach 60 km – (Main)
- 50 km – Riß (Donau)
- 50 km – Simmerbach (Nahe) #
- 50 km – Sinn (Fränkische Saale) #
- 50 km – Urft (Rur) #
- 50 km – Volme (Ruhr) #
- 50 km – Würm (Nagold) #
- 49 km – Breg – (rechter Quellfluss der Donau) #
- 49 km – Erse und Aue (Fuhse)
- 49 km – Glonn (Amper) #
- 49 km – Hörsel (Werra) #
- 49 km – Müglitz (Elbe)
- 49 km – Ruwer (Mosel)
- 49 km – Schwarzwasser (Mulde)
- 49 km – Uchte (Biese)
- 49 km – Üßbach (Alf) #
- 49 km – Wilde Weißeritz – (rechter Quellfluss der Weißeritz) #
- 48 km – Bühler (Kocher) #
- 48 km – Dreisam – mit Quellfluss Rotbach – (Elz)
- 48 km – Jäglitz (Havel u. Dosse)
- 48 km – Karthane (Elbe)
- 48 km – Kleine Laber (Große Laber) #
- 48 km – Nethe (Weser) #
- 48 km – Nieplitz (Nuthe)
- 48 km – Rhume (Leine)
- 48 km – Große Striegis (rechter Quellfluss der Striegis) #
- 47 km – Gersprenz (Main) #
- 47 km – Holtemme (Bode)
- 47 km – Hoyerswerdaer Schwarzwasser (Schwarze Elster)
- 47 km – Weil (Lahn)
- 46 km – Düssel (Rhein)[Anmerkung 3] #
- 46 km – Prien (Chiemsee)
- 46 km – Rednitz (Regnitz) #
- 46 km – Schwalm (Maas) #
- 45 km – Alb (Rhein) #
- 45 km – Bigge (Lenne)
- 45 km – Bobritzsch (Freiberger Mulde)
- 45 km – Bröl (Sieg)
- 45 km – Delme (Ochtum)
- 45 km – Emsbach (Lahn) #
- 45 km – Glane (Ems)
- 45 km – Glems (Enz)
- 45 km – Hamme (rechter Quellfluss der Lesum) #
- 45 km – Horloff (Nidda)
- 45 km – Kirnitzsch (Elbe)
- 45 km – Malxe (Neiße/Spree)
- 45 km – Nette (Rhein) #
- 45 km – Pinnau (Elbe) #
- 45 km – Singold (Wertach) #
- 45 km – Steinfurter Aa (Vechte) #
- 45 km – Sülz (Agger) #
- 44 km – Este (Elbe) #
- 44 km – Glenne (Lippe)
- 44 km – Holzbach (Wied) #
- 44 km – Lossa (Unstrut) #
- 44 km – Sur (Salzach)
- 44 km – Weiße Laber (Altmühl)
- 44 km – Wiesbach (Nahe)
- 43 km – Bega (Werre) #
- 43 km – Brigach (linker Quellfluss der Donau) #
- 43 km – Ilse (Oker)
- 43 km – Lune (Weser)
- 43 km – Münstersche Aa (Ems)
- 43 km – Nette (Innerste)
- 43 km – Pfrimm (Rhein)
- 43 km – Schwarzbach (Rhein) #
- 43 km – Starzel (Neckar)
- 43 km – Swist (Erft)
- 43 km – Zenn (Regnitz) #
- 42 km – Brettach (Kocher) #
- 42 km – Fichtelnaab (Waldnaab)
- 42 km – Geeste (Weser)
- 42 km – Ennepe (Volme) #
- 42 km – Modau (Rhein) #
- 42 km – Otterbach (Michelsbach)
- 41 km – Alb (Rhein) #
- 41 km – Bega (Werre) #
- 41 km – Elbbach (Lahn)
- 41 km – Meiße (Aller)
- 41 km – Sulzach (Wörnitz)
- 41 km – Zwota (Eger)
- 40 km – Appelbach (Nahe)
- 40 km – Ascha (Schwarzach)
- 40 km – Augraben (Tollense)
- 40 km – Bibert (Rednitz) #
- 40 km – Dhünn (Wupper)
- 40 km – Ehle (Elbe)
- 40 km – Erfa (Main)
- 40 km – Felda (Werra)
- 40 km – Glotter (Dreisam)
- 40 km – Göltzsch (Weiße Elster)
- 40 km – Hessel (Ems)
- 40 km – Lüder (Fulda) #
- 40 km – Mandau (Lausitzer Neiße) #
- 40 km – Motel (Schilde)
- 40 km – Neffelbach (Erft)
- 40 km – Reiche Ebrach (Regnitz) #
- 40 km – Schaale (Sude)
- 40 km – Schilde (Schaale)
- 40 km – Seeve (Elbe)
- 40 km – Streu (Fränkische Saale) #
- 40 km – Twiste (Diemel) #
- 40 km – Wipfra (Gera)
- 40 km – Würm (Amper und Isar)
- 40 km – Zorge (Helme)
- 39 km – Antrift (Schwalm) #
- 40 km – Saalbach (Rhein)
- 39 km – Bückeburger Aue (Weser)
- 39 km – Barthe (Barther Bodden) #
- 39 km – Eckbach (Rhein)
- 39 km – Lauter (Glan)
- 39 km – Milde Abschnitt von „Milde–Biese–Aland“ (Elbe) #
- 39 km – Nuthe (ST) (Elbe)
- 39 km – Rotbach (Erft)
- 39 km – Schwartau (Trave)
- 39 km – Zwönitz (Chemnitz) #
- 38 km – Efze (Schwalm)
- 38 km – Eisbach (Rhein)
- 38 km – Eschach (Neckar)
- 38 km – Glatt (Rhein) #
- 38 km – Großer Dieckfluss (Große Aue)
- 38 km – Klingbach (Michelsbach)
- 38 km – Klosterbach (Ochtum) #
- 38 km – Lachte (Aller)
- 38 km – Maisach (Amper) #
- 38 km – Orke (Eder)
- 38 km – Rauhe Ebrach (Regnitz)
- 38 km – Rossel (Saar)
- 38 km – Söse (Rhume)
- 38 km – Vehne (Aue)
- 37 km – Krückau (Elbe)
- 37 km – Arlau (Nordsee)
- 37 km – Berste (Spree)
- 37 km – Biber (Donau)
- 37 km – Eger (Wörnitz)
- 37 km – Lone (Hürbe)
- 37 km – Nuhne (Eder) #
- 37 km – Preßnitz (Zschopau)
- 37 km – Fichtenberger Rot (Kocher) #
- 37 km – Selbitz („Sächsische“ Saale)
- 37 km – Seemenbach (Nidder)
- 37 km – Triebisch (Elbe)
- 36 km – Ablach (Donau) #
- 36 km – Ahse (Lippe) #
- 36 km – Aiterach (Donau)
- 36 km – Angerbach (Rhein)
- 36 km – Dhron (Mosel)
- 36 km – Düssel (Rhein) #
- 36 km – Isenach (Rhein)
- 36 km – Rote Weißeritz (linker Quellfluss der Weißeritz) #
- 36 km – Schwarzwasser (Aller)
- 36 km – Steina (Wutach) #
- 36 km – Wehre (Werra) #
- 35 km – Buckau (Havel)
- 35 km – Düte (Hase)
- 35 km – Else (Werre)
- 35 km – Haßlach (Rodach)
- 35 km – Lauter – Große Lauter – (Donau)
- 35 km – Linde (Tollense)
- 35 km – Lethe (Hunte)
- 35 km – Luhe (Naab) #
- 35 km – Marka (Sagter Ems)
- 35 km – Mittelradde (Hase)
- 35 km – Nordradde (Ems)
- 35 km – Orla (Saale)
- 35 km – Ostpeene (Peene)
- 35 km – Stederau (Ilmenau)
- 35 km – Wipperau (Ilmenau)
- 35 km – Sieber (Oder (Rhume))
- 34 km – Apfelstädt (Gera)
- 34 km – Auma (Weida)
- 34 km – Axtbach (Ems)
- 34 km – Elz – Odenwald – (Neckar) #
- 34 km – Erlenbach (Michelsbach)
- 34 km – Glatt (Neckar) #
- 34 km – Gottleuba (Elbe)
- 34 km – Hoppecke (Diemel) #
- 34 km – Roda (Saale)
- 34 km – Schleuse (Werra)
- 34 km – Schlichem (Neckar) #
- 34 km – Wohra (Ohm)
- 33 km – Alte Oder (Oder)
- 33 km – Elbe (Eder) #
- 33 km – Ellebach (Rur) #
- 33 km – Erms (Neckar)
- 33 km – Fredersdorfer Mühlenfließ (Spree)
- 33 km – Guldenbach (Nahe)
- 33 km – Hache (Ochtum)
- 33 km – Hainbach (Woogbach)
- 33 km – Hönne (Ruhr)
- 33 km – Hornbach (Schwarzbach)
- 33 km – Ilme (Leine) #
- 33 km – Kessel (Donau) #
- 33 km – Leitzach (Mangfall) #
- 33 km – Loquitz (Saale)
- 33 km – Milz (Fränkische Saale)
- 33 km – Ohrn (Kocher) #
- 33 km – Ostrach (Donau)
- 33 km – Schwartau (Trave) #
- 33 km – Schwarze Pockau (Flöha) #
- 33 km – Trieb (Weiße Elster)
- 33 km – Wiehl (Agger) #
- 33 km – Tanger (Elbe)
- 32 km – Dörsbach (Lahn)
- 32 km – Jossa (Sinn)
- 32 km – Kahl (Main)
- 32 km – Lauter (Rhein)
- 32 km – Möhlin (Rhein)
- 32 km – Pöhlbach (Zschopau)
- 32 km – Radolfzeller Aach (Rhein)
- 32 km – Schwarzbach (Falkensteinerbach)
- 32 km – Weißach (Bregenzer Ach)
- 31 km – Ach (Ammer)
- 31 km – Biese – Abschnitt von „Milde–Biese–Aland“ – (Elbe) #
- 31 km – Bracht (Kinzig (HE)) #
- 31 km – Ems (Eder)
- 31 km – Eschach (Aitrach)
- 31 km – Leiblach
- 31 km – Ryck (Ostsee)
- 31 km – Schondra (Fränkische Saale) #
- 31 km – Schwarzbach (Main)
- 31 km – Seseke (Lippe) #
- 31 km – Sulz (Altmühl)
- 31 km – Wolf (Kinzig (Schwarzwald, BW)) #
- 30 km – Alpe (Aller)
- 30 km – Bina (Rott) #
- 30 km – Aich (Neckar)
- 30 km – Altefeld (auch Altfell genannt) (Schlitz)
- 30 km – Andelsbach (Ablach) #
- 30 km – Datze (Tollense)
- 30 km – Dürnach (Westernach)
- 30 km – Erlenbach (Nidda)
- 30 km – Eschbach (Nidda) #
- 30 km – Felda (Ohm)
- 30 km – Gerdau (Ilmenau)
- 30 km – Gramme (Unstrut)
- 30 km – Gründau (Kinzig (HE))
- 30 km – Heller (Sieg)
- 30 km – Hönne (Ruhr) #
- 30 km – Ihle (Elbe-Havel-Kanal)
- 30 km – Ketzerbach (Elbe)
- 30 km – Kleine Paar (Donau) #
- 30 km – Lauer (Fränkische Saale)
- 30 km – Lauterach (Vils Naab) #
- 30 km – Lumda (Lahn)
- 30 km – Modenbach (Speyerbach)
- 30 km – Rodau (Main) #
- 30 km – Salz (Kinzig (HE))
- 30 km – Schiltach (Kinzig (Schwarzwald, BW)) #
- 30 km – Sebnitz (Lachsbach) #
- 30 km – Temnitz (Plane) #
- 30 km – Usa (Wetter) #
- 30 km – Vils (Lech) #
- 30 km – Warme (Twiste) #
- 30 km – Weihung (Iller)
- 30 km – Wenne (Ruhr) #
- 30 km – Wietze (Aller)
- 29 km – Gutach – (Kinzig Schwarzwald, Baden-Württemberg) #
- 29 km – Lockwitzbach (Elbe)
- 29 km – Steinhuder Meerbach (Weser)
- 29 km – Murach (Schwarzach)
- 29 km – Rehbach – linker Mündungsarm des Speyerbachs – (Rhein)
- 29 km – Schwülme (Weser)
- 29 km – Sormitz (Loquitz)
- 29 km – Wetschaft (Lahn)
- 29 km – Wietze (Örtze)
- 29 km – Wisper (Rhein) #
- 29 km – Wörpe (Wümme) #
- 29 km – Würschnitz (Chemnitz)
- 28 km – Blinde Rot (Kocher) #
- 28 km – Brettach (Jagst) #
- 28 km – Götzinger Achen (Salzach)
- 28 km – Hahle (Rhume) #
- 28 km – Kerkerbach (Lahn) #
- 28 km – Lauter (Schlitz)  #
- 28 km – Losse (Fulda) #
- 28 km – Merzbach (Rur)
- 28 km – Nette (Niers)
- 28 km – Olef (Urft)
- 28 km – Rodenberger Aue (Westaue)
- 28 km – Salzböde (Lahn)
- 28 km – Salzwedeler Dumme (Jeetze)
- 28 km – Schlücht (Rhein) #
- 28 km – Schmale Sinn (Sinn)
- 28 km – Schwarzbach (Elsenz) #
- 28 km – Schwinge (Elbe) #
- 28 km – Seckach (Jagst) #
- 28 km – Traun (Alz) #
- 28 km – Wilde Gutach – mit Quellfluss Heubach – (Elz)
- 27 km – Aland Abschnitt von „Milde–Biese–Aland“ (Elbe)
- 27 km – Esse (Diemel) #
- 27 km – Federbach ((Nordschwarzwälder) Alb)
- 27 km – Gehle (Weser)
- 27 km – Lein (Neckar)
- 27 km – Panke (Spree) #
- 27 km – Schwäbische Rezat (Rednitz)
- 27 km – Schwarzbach (Rhein; im Bergischen Land)
- 27 km – Schwarzbach (Elsenz)
- 27 km – Sprotte (Pleiße) #
- 27 km – Tegeler Fließ (Havel) #
- 27 km – Thulba (Fränkische Saale) #
- 27 km – Wabe (Schunter) #
- 27 km – Wilde Aa (Orke)
- 26 km – Aa (Werre)
- 26 km – Aschau mit Dallebach (Lachte #)
- 26 km – Bära mit Unterer Bära (Donau)
- 26 km – Brend (Fränkische Saale)
- 26 km – Ecker (Oker)
- 26 km – Elsava (Main)
- 26 km – Erpe (Twiste)
- 26 km – Exter (Weser)
- 26 km – Glonn (Mangfall)
- 26 km – Hasel (Werra) #
- 26 km – Kall (Rur)
- 26 km – Körsch (Neckar) #
- 26 km – Kupfer (Kocher) #
- 26 km – Lauter (Neckar)
- 26 km – Lutter (Lachte)
- 26 km – Miele (Meldorfer Bucht / Nordsee)
- 26 km – Moosalbe (Schwarzbach)
- 26 km – Niese (Emmer)
- 26 km – Scherkonde (Unstrut) #
- 26 km – Wehra – mit Rüttebach 28 km – (Rhein)
- 26 km – Wilde Rodach (Rodach) #
- 26 km – Wustrower Dumme (Jeetze)
- 26 km – Bist (Saar)
- 25 km – Altenau (Oker)
- 25 km – Aschaff (Main) #
- 25 km – Billbach (Mud)
- 25 km – Brettenbach (Elz)
- 25 km – Ellerbach (Altenau) #
- 25 km – Ellerbach (Nahe) #
- 25 km – Gelbach (Lahn) #
- 25 km – Gimmlitz (Freiberger Mulde)
- 25 km – Hafenlohr (Main)
- 25 km – Hasel (Werra)
- 25 km – Hühnerbach (Gennach)
- 25 km – Kotitzer Wasser (Löbauer Wasser)
- 25 km – Luppe (Saale) #
- 25 km – Lutter (Ems)
- 25 km – Mittlere Ebrach (Rauhe Ebrach)
- 25 km – Oos (Landgraben)
- 25 km – Ochtum (Weser) #
- 25 km – Purnitz (Jeetze)
- 25 km – Rödelbach (Zwickauer Mulde)
- 25 km – Röthen (Itz)
- 25 km – Rossel (Elbe)
- 25 km – Saale (Leine)
- 25 km – Schmalkalde (Werra)
- 25 km – Schmiech (Donau)
- 25 km – Schozach (Neckar)
- 25 km – Seidewitz (Gottleuba)
- 25 km – Sprotte (Pleiße)
- 25 km – Steinlach (Neckar)
- 25 km – Stobber (Alte Oder)
- 25 km – Stockacher Aach (Rhein)
- 25 km – Sulm (Neckar)
- 25 km – Trierbach (Ahr) #
- 25 km – Veerse (Wümme)
- 25 km – Wahnbach (Sieg) #
- 25 km – Waldach (Nagold) #
- 25 km – Wieste (Wümme) #
- 25 km – Ziethe (Fuhne)
- 24 km – Bever (Ems) #
- 24 km – Bever (Oste) #
- 24 km – Dietzhölze (Dill)
- 24 km – Fallbach (Kinzig)
- 24 km – Fehntjer Tief (Emder Hafen)
- 24 km – Ferndorfbach (Sieg)
- 24 km – Garte (Leine) #
- 24 km – Gundbach (Rhein)
- 24 km – Heimbach (Glatt)
- 24 km – Kessach (Jagst) #
- 24 km – Lenne (Weser) #
- 24 km – Lungwitzbach (Zwickauer Mulde)
- 24 km – Metter (Enz) #
- 24 km – Mud (Mudau; Main)
- 24 km – Prießnitz (Elbe)
- 24 km – Rottum (Westernach)
- 24 km – Radegast (Stepenitz) #
- 24 km – Sagter Ems (Ems) #
- 24 km – Schefflenz (Jagst) #
- 24 km – Verse (Lenne) #
- 24 km – Wesebach (Eder) #
- 24 km – Wickerbach (Main)
- 24 km – Wieseck (Lahn)
- 24 km – Wieslauf (Rems)
- 23 km – Ammer (Neckar)
- 23 km – Ebrach (Attel)
- 23 km – Echaz (Neckar)
- 23 km – Elte (Werra)
- 23 km – Erlenbach (Jagst) #
- 23 km – Gerstenbach (Pleiße)
- 23 km – Harle (Nordsee)
- 23 km – Jachen (Isar)
- 23 km – Lohr (Main)
- 23 km – Maurine (Stepenitz) #
- 23 km – Nassach (Main)
- 23 km – Nüst (Haune) #
- 23 km – Odenbach (Glan)
- 23 km – Sauer (Altenau) #
- 23 km – Sehma (Zschopau)
- 23 km – Steinebach (Kinzig)
- 23 km – Stillach (Iller)
- 23 km – Kleine Striegis (linker Quellfluss der Striegis) #
- 23 km – Suhl (Werra)
- 23 km – Warme Bode (Saale)
- 23 km – Wickriede (Große Aue)
- 23 km – Wiedau (Wümme) #
- 22 km – Altenau (Alme) #
- 22 km – Attel (Inn) #
- 22 km – Bomlitz (Böhme)
- 22 km – Dickelsbach (Rhein)
- 22 km – Elbbach (Sieg)
- 22 km – Endert (Mosel)
- 22 km – Geisbach bzw. Geis (Fulda)
- 22 km – Grenff (Schwalm)
- 22 km – Große Mittweida (Schwarzwasser)
- 22 km – Holzape (Diemel) #
- 22 km – Idarbach (Nahe)
- 22 km – Jade (Jadebusen bzw. Nordsee)
- 22 km – Jossa (Fulda) #
- 22 km – Kander (Rhein)
- 22 km – Kossau (Ostsee)
- 22 km – Kropsbach (Speyerbach)
- 22 km – Lee (Vechte)
- 22 km – Lehrde (Aller)
- 22 km – Leibi (Donau)
- 22 km – Nahe (Schleuse)
- 22 km – Morre (Billbach)
- 22 km – Notter (Unstrut)
- 22 km – Odeborn (Eder) #
- 22 km – Ostenau (Arlau)
- 22 km – Pfieffe (Fulda)
- 22 km – Schwarzwasser (Preßnitz)
- 22 km – Siede (Große Aue)
- 22 km – Wieda (Zorge) #
- 22 km – Zaber (Neckar)
- 22 km – Warne (Oker)
- 21 km – Aa (Nethe)
- 21 km – Ahne (Fulda)
- 21 km – Aar (Dill)
- 21 km – Beise (Fulda)
- 21 km – Beke (Warnow)
- 21 km – Bibers (Kocher) #
- 21 km – Bode (Wipper) #
- 21 km – Breitach (Iller)
- 21 km – Deilbach (Ruhr)
- 21 km – Emster (Havel) #
- 21 km – Gilsa (Schwalm)
- 21 km – Haller (Leine)
- 21 km – Hochspeyerbach (Speyerbach)
- 21 km – Kaiserbach (Klingbach)
- 21 km – Lamme (Innerste)
- 21 km – Laugna (Zusam)
- 21 km – Lossa (Mulde)
- 21 km – Malefinkbach (Rur) #
- 21 km – Nau (Donau)
- 21 km – Nieste (Fulda) #
- 21 km – Pöhlwasser (Große Mittweida)
- 21 km – Prim (Neckar)
- 21 km – Radau (Oker)
- 21 km – Rauda (Weiße Elster) #
- 21 km – Roth (Rednitz)
- 21 km – Sall (Kocher) #
- 21 km – Solz (Fulda)
- 21 km – Steinach (Neckar, Neckarsteinach)
- 21 km – Trotzbach (Lippe)
- 21 km – Watter (Twiste) #
- 20 km – Aalbach (Main) #
- 20 km – Aitrach (Donau) #
- 20 km – Asdorf (Sieg) #
- 20 km – Aubach (Lohr)
- 20 km – Barnitz (Beste)
- 20 km – Dalke (Ems) #
- 20 km – Gohbach (Aller)
- 20 km – Hahnenbach (Nahe) #
- 20 km – Halblech (Lech) #
- 20 km – Hamel (Weser)
- 20 km – Hehlenriede (Allerkanal)
- 20 km – Henne (Ruhr) #
- 20 km – Itter (Neckar)
- 20 km – Itter (Rhein)
- 20 km – Jeckenbach (Glan)
- 20 km – Kleine Kinzig (Kinzig (Schwarzwald, BW)) #
- 20 km – Lahe (Soeste)
- 20 km – Mauch (Eger) #
- 20 km – Memminger Ach (Iller)
- 20 km – Murg (Hochrhein) #
- 20 km – Oese (Menden)
- 20 km – Ohra (Apfelstädt)
- 20 km – Ostrach (Bayern) (Iller) #
- 20 km – Perf (Lahn)
- 20 km – Röhlinger Sechta (Jagst)
- 20 km – Rotbach (Dreisam)
- 20 km – Sontra (Wehre) #
- 20 km – Sülze (Elbe) #
- 20 km – Tarpenbek (Alster)
- 20 km – Thyra (Helme)
- 20 km – Umlach (Riß)
- 20 km – Verlorenwasser (Buckau)
- 20 km – Wölpe (Alpe) #
- 20 km – Ziese (Peenestrom)
- 19 km – Allna (Lahn)
- 19 km – Angel (Werse) #
- 19 km – Aue (Leine)
- 19 km – Bastau (Weser) #
- 19 km – Erlenbach (Kinzig) – (Kinzig Schwarzwald, Baden-Württemberg) #
- 19 km – Humme (Weser)
- 19 km – Illach (Lech) #
- 19 km – Kleine Aue (NW) (Große Aue)
- 19 km – Lauter (Baunach)
- 19 km – Mutzschener Wasser (Mulde)
- 19 km – Nette (Hase) #
- 19 km – Orpe (Diemel)
- 19 km – Sorpe (Röhr)
- 19 km – Sule (Große Aue)
- 19 km – Warme Steinach (Roter Main) #
- 19 km – Wilsterau / Wilster Au (Stör)
- 18 km – Ahle (Schwülme)
- 18 km – Armuthsbach (Ahr) #
- 18 km – Aufseß (Wiesent) #
- 18 km – Baarbach (Ruhr)
- 18 km – Bahra (Gottleuba)
- 18 km – Biela (Elbe)
- 18 km – Dieße (Ilme)
- 18 km – Eller mit Weilroder Eller (Rhume) #
- 18 km – Fliede (Fulda) #
- 18 km – Fretterbach (Lenne) #
- 18 km – Gelster (Werra)
- 18 km – Itter (Diemel) #
- 18 km – Kleine Aue (NI) (Große Aue)
- 18 km – Kleine Triebisch (Triebisch)
- 18 km – Liese (Glenne) #
- 18 km – Medem (Elbe) #
- 18 km – Mehe (Oste) #
- 18 km – Mettma (Schlücht) #
- 18 km – Muglbach (Wondreb) #
- 18 km – Münzbach (Freiberger Mulde) #
- 18 km – Nohner Bach (Trierbach)
- 18 km – Perlenbach (Rur)
- 18 km – Königseer Rinne (Schwarza)
- 18 km – Ranschgraben – (linker Abgang des Speyerbachs) – (Rehbach)
- 18 km – Rohrbach (Fulda)
- 18 km – „Gschwender“ Rot (Lein, Täferrot) – mit Oberläufen Steinbach und Obere Rot
- 18 km – Rott (Ammer)
- 18 km – Schneidheimer Sechta (Eger) #
- 18 km – Schwarzbach (Wutach)
- 18 km – Schweinitz (Flöha)
- 18 km – Wallhalb (Schwarzbach)
- 18 km – Weiß (Sieg)
- 18 km – Weißach (Mangfall)
- 18 km – Wilisch (Zschopau)
- 18 km – Wohlrose (Ilm)
- 18 km – Königsseeache (Salzach) #
- 17 km – Augraben (Nebel)
- 17 km – Bieber (Kinzig (HE))
- 17 km – Bieber (Rodau) #
- 17 km – Bottwar (Murr)
- 17 km – Bruchgraben (Innerste)
- 17 km – Bruchbach (Aller) #
- 17 km – Effelder (Itz) #
- 17 km – Epbach (Ohrn) #
- 17 km – Fintau (Wümme)
- 17 km – Kalte Bode (Saale)
- 17 km – Lauter (Itz)
- 17 km – Lichte (Schwarza)
- 17 km – Ohmbach (Glan)
- 17 km – Ramme (Oste) #
- 17 km – Rodau (Wümme)
- 17 km – Salzbach (Lauter)
- 17 km – Soholmer Au (Bongsieler Kanal) #
- 17 km – Südradde (Hase)
- 17 km – Wagensteigbach (Dreisam)
- 17 km – Warnau (Böhme) #
- 17 km – Wohlrose (Ilm) #
- 17 km – Wiesaz (Steinlach)
- 17 km – Wilde (Eder)
- 17 km – Ziegelbach (Main)
- 16 km – Adenauer Bach (Ahr) #
- 16 km – Bahre (Seidewitz)
- 16 km – Beke (Lippe) #
- 16 km – Bieber (Haune) #
- 16 km – Buchenbach (Main)
- 16 km – Chemnitzbach (Freiberger Mulde)
- 16 km – Daade (Heller)
- 16 km – Espolde (Leine) #
- 16 km – Godesberger Bach (Rhein)
- 16 km – Ihme (Leine)
- 16 km – Jossa (Lüder) #
- 16 km – Katzenbach (Neckar)
- 16 km – Lauter (Fils)
- 16 km – Lempe (Esse)
- 16 km – Lütter (Fulda) #
- 16 km – Marsbach (Billbach)
- 16 km – Natzschung (Flöha)
- 16 km – Partnach (Loisach) #
- 16 km – Pfefferfließ (Nieplitz)
- 16 km – Rankbach (Würm und Nagold)
- 16 km – Reichenbach (Glan)
- 16 km – Saidenbach (Flöha)
- 16 km – Schwale (Stör)
- 16 km – Seltenbach (Neckar)
- 16 km – Twiste (Oste)
- 16 km – Vesser (Nahe) #
- 16 km – Wahlebach (Fulda) #
- 16 km – Welzbach (Main)
- 16 km – Wuhle (Spree) #
- 16 km – Zarow (Stettiner Haff / Ostsee)
- 15 km – Ahbach (Ahr) #
- 15 km – Ahrenhorster Bach (Werse)
- 15 km – Angerbach (Ammer)
- 15 km – Beste (Trave)
- 15 km – Bramau (Stör) #
- 15 km – Crinitzer Wasser (Rödelbach)
- 15 km – Elta (Donau)
- 15 km – Emmelke (Medem)
- 15 km – Frieda (Werra)
- 15 km – Gabelbach (Mud)
- 15 km – Goldbach (Selz) #
- 15 km – Görnitzbach (Weiße Elster)
- 15 km – Große Lößnitz (Flöha)
- 15 km – Grümpen (Itz)
- 15 km – Hardtbach (Rhein) #
- 15 km – Heder (Lippe) #
- 15 km – Hergstbach (Jagst) #
- 15 km – Kehlbach (Andelsbach)
- 15 km – Kleine Aller (Aller)
- 15 km – Kotitzer Wasser (Löbauer Wasser) #
- 15 km – Liersbach (Ahr) #
- 15 km – Lobbach (Lobbach) #
- 15 km – Mohrbach (Glan)
- 15 km – Morsbach (Wupper)
- 15 km – Oelsabach (Rote Weißeritz)
- 15 km – Pleisbach (Sieg) #
- 15 km – Rechenberger Rot (Jagst) #
- 15 km – Rhene (Diemel)
- 15 km – Rohrbach (Saar)
- 15 km – Sahrbach (Ahr) #
- 15 km – Salzbach (Rhein)
- 15 km – Schönach (Lech) #
- 15 km – Schwarzbach (Weiße Elster)
- 15 km – Strudelbach (Enz)
- 15 km – Teinach (Nagold)
- 15 km – Waldangelbach (Leimbach)
- 14,8 km – Wellingbach
- 14 km – Aabach (Afte)
- 14 km – Aitrach (Iller)
- 14 km – Aubach (Elsava)
- 14 km – Untere Bära (Bära) #
- 14 km – Blabbergraben
- 14 km – Blau (Donau) #
- 14 km – Bielabach (Flöha)
- 14 km – Colmnitzbach (Bobritzsch)
- 14 km – Erle (Nahe)
- 14 km – Ette (Jagst) #
- 14 km – Eyach (Ammer)
- 14 km – Fischach (Bühler) #
- 14 km – Große Bockau (Zwickauer Mulde)
- 14 km – Hundem (Lenne) #
- 14 km – Kesselinger Bach (Ahr) #
- 14 km – Kieferbach / Thierseer Ache (Inn)
- 14 km – Buckauer Hauptgraben beziehungsweise Kobser Bach (Buckau) #
- 14 km – „Spiegelberger“ Lauter (Murr) #
- 14 km – Neerdar (Aar) #
- 14 km – Ösper (Weser) #
- 14 km – Rottach (Iller)
- 14 km – Schmerach (Bühler #)
- 14 km – Sindelbach (Jagst) #
- 14 km – Talbach (Glan)
- 14 km – Trettach (Iller)
- 14 km – Wakenitz (Trave) #
- 14 km – Weesener Bach (Örtze) #
- 14 km – Weismain (Main) #
- 14 km – Wierau (Hase)
- 14 km – Trauchgauer Ach (Halblech) #
- 13 km – Aschbach (Wern)
- 13 km – Beber (Ohre)
- 13 km – Birkigsbach (Kinzig)
- 13 km – Boye (Emscher) #
- 13 km – Felderbach (Ruhr)
- 13 km – Hanfbach (Sieg) #
- 13 km – Hardenberger Bach (Ruhr)
- 13 km – Herschbach (Kesselinger Bach) #
- 13 km – Horne (Lippe)
- 13 km – Kanzelbach (Neckar)
- 13 km – Karbach (Main)
- 13 km – Kleine Örtze (Örtze) #
- 13 km – Lautenbach (Flöha)
- 13 km – Meerbach (Weschnitz, Bensheim)
- 13 km – Mühlbach (Neckar, Sulz-Fischingen)
- 13 km – Mülmisch (Fulda) #
- 13 km – Neue Luppe (Weiße Elster)
- 13 km – Ohrenbach (Mud)
- 13 km – Öse (Nethe)
- 13 km – Roth (Zusam)
- 13 km – Schlierach (Mangfall)
- 13 km – Schwarzbach (Emscher)
- 13 km – Steinach (Neckar, Nürtingen)
- 13 km – Steinalp (Glan)
- 13 km – Ulfe (Sontra)
- 13 km – Ulmbach (Kinzig)
- 13 km – Walluf (Rhein) #
- 13 km – Wedeler Au (Elbe)
- 13 km – Werbe (Eder)
- 13 km – Westaue (Leine)
- 13 km – Wilde Sau (Elbe)
- 13 km – Wilzsch (Zwickauer Mulde)
- 13 km – Würschnitzbach (Weiße Elster)
- 12 km – Abzucht (Oker) #
- 12 km – Allerbeeke (Große Aue)
- 12 km – Biber (Schleuse)
- 12 km – Brunnisach (Rhein)
- 12 km – Eiderbach (Marsbach)
- 12 km – Eschbach (Wupper)
- 12 km – Eselsbach (Lauter)
- 12 km – Grane (Innerste)
- 12 km – Greifenbach (Zschopau)
- 12 km – Halsbach (Alz) #
- 12 km – Hachinger Bach (Hüllgraben) #
- 12 km – Haselbach (Saidenbach)
- 12 km – Itter (Eder) #
- 12 km – Kämpfelbach (Pfinz)
- 12 km – Kerspe (Wupper) #
- 12 km – Knochenbach (Werre)
- 12 km – Krebsbach (Thyra) #
- 12 km – Kuhbach (Itter) #
- 12 km – Lache (Kinzig)
- 12 km – Lierbach (Rench)
- 12 km – Lutter (Aa)
- 12 km – Maulach (Jagst) #
- 12 km – Michelsbach (Rhein)
- 12 km – Mußbach (Rehbach)
- 12 km – Nesenbach (Neckar) #
- 12 km – Plohnbach (Göltzsch)
- 12 km – Pöbelbach (Rote Weißeritz)
- 12 km – Rott (Amper) #
- 12 km – Schlitz (Fulda)
- 12 km – Schwarzbach (Große Mittweida)
- 12 km – Schwarzenbach (Tirschenreuther Waldnaab)
- 12 km – Schweizerbach (Rems, Beutelsbach)
- 12 km – Sitzenrodaer Bach (Schwarzer Graben)
- 12 km – Starzel (Prim)
- 12 km – Tiefenbach (Neckar)
- 12 km – Trebnitz (Müglitz)
- 12 km – Weißeritz (Elbe)
- 12 km – Wetzbach (Lahn)
- 12 km – Wildebach (Heller)
- 12 km – Wirftbach (Trierbach) #
- 11 km – Alfterer Bornheimer Bach (Rhein) #
- 11 km – Autmut (Neckar)
- 11 km – Bewer (Ilme)
- 11 km – Cunewalder Wasser (Spree)
- 11 km – Drusel (Fulda)
- 11 km – Endenicher Bach (Hardtbach, Rhein)
- 11 km – Fulde (Böhme)
- 11 km – Gablenzbach (Würschnitz)
- 11 km – Gauchsbach (Schwarzach)
- 11 km – Grimmbach (Kocher) #
- 11 km – Große Pyra (Zwickauer Mulde)
- 11 km – Großhartmannsdorfer Bach (Freiberger Mulde)
- 11 km – Haldenbach (Rems, Endersbach)
- 11 km – Helmbach – mit Quellfluss Teufensbach – (Speyerbach)
- 11 km – Laufach (Aschaff)
- 11 km – Lohrbach (Aubach)
- 11 km – Maade (Innenjade)
- 11 km – Mehlemer Bach (Rhein) #
- 11 km – Mühlenwasser (Erpe)
- 11 km – Nebelbeeke (Warme)
- 11 km – Orb (Kinzig)
- 11 km – Rechtenbach (Main)
- 11 km – Rohrbach (Dürnach)
- 11 km – Rot (Lein, Voggenberger Sägmühle) – mit Oberläufen Mosbach und Schwarze Rot
- 11 km – Sandbach (Preßnitz)
- 11 km – Schaafbach (Ahr) #
- 11 km – Schweizerbach (Rems, Lorch)
- 11 km – Sorbitz (Schwarza)
- 11 km – Speltach (Jagst) #
- 11 km – Sperrlutter (Oder)
- 11 km – Striegis (Freiberger Mulde)
- 11 km – Sulzbach (Main)
- 11 km – Threne (Parthe) #
- 11 km – Ulfe (Fulda)
- 11 km – Vischelbach (Ahr) #
- 11 km – Waldbach (Gabelbach)
- 11 km – Walse (Werra)
- 11 km – Weggentalbach (Neckar)
- 11 km – Zimmerbach (Starzel)
- 11 km – Zschampert (Luppe) #
- 10 km – Aalenbach (Bühler) #
- 10 km – Banfe (Lahn)
- 10 km – Beberbach (Schunter)
- 10 km – Belmer Bach (Hase)
- 10 km – Berwanger Bach (Elsenz) #
- 10 km – Bever (Weser) #
- 10 km – Bever (Wupper)
- 10 km – Brunau (Örtze) #
- 10 km – Bühlertalbach (Neckar)
- 10 km – Dammbach (Elsava)
- 10 km – Dusebach (Mühlenwasser)
- 10 km – Dreisbach (Ahr) #
- 10 km – Fischbach (Gersprenz)
- 10 km – Gelmke (Abzucht)
- 10 km – Grießebach (Humme)
- 10 km – Gronach (Jagst) #
- 10 km – Heinrichsbach (Wachenbach)
- 10 km – Hetzbach (Flöha)
- 10 km – Kappelbach (Zorge)
- 10 km – Lauter (Rems)
- 10 km – Lößnitzbach
- 10 km – Mooslauter (Lauter)
- 10 km – Mordgrundbach (Bahra)
- 10 km – Mühlbach (Selz) #
- 10 km – Oelze (Schwarza)
- 10 km – Olpe (Bigge)
- 10 km – Reichenbach (Zahme Gera)
- 10 km – Rißbach (Jagst) #
- 10 km – Rötelbach (Jagst) #
- 10 km – Rote Pockau (Schwarze Pockau)
- 10 km – Rubach (Subersach)
- 10 km – Schlema (Zwickauer Mulde)
- 10 km – Schobse (Wohlrose)
- 10 km – Sorpe (Lenne)
- 10 km – Tonna (Unstrut)
- 10 km – Waldbach (Landgraben) #

## Kurze Fließgewässer von Bedeutung
- 8 km – Schwelme (Wupper)
- 7,5 km – Grunnelbach in Kassel
- 7,3 km – Wublitz (Havel)
- 6 km – Sims (Inn)
- 5,6 km – Salza (Helme), Schüttung und Abfluss 0,2–1,5 m3/s
- 5,5 km – Nährenbach (Weser)
- 5,46 km – Geeser Bach (Kyll)
- 4,45 km – Pader (Lippe), Schüttung und Abfluss 3–9 m3/s
- 3,5 km – Weiße Lauter (Lauter) Schüttung und Abfluss 0,3 m3/s
- 3,5 km – Asbacher Bach (Laugna)
- 2,0 km – Breitenbrunner Bach (Rosenbach)
- 2,0 km – Schwarze Lauter (Lauter) Schüttung und Abfluss bis zu 3 m3/s
- 1,50 km – Mühlbach (Loisach) Schüttung und Abfluss über 1 m3/s
- 1,25 km – Mühlbach (Altmühl) Schüttung und Abfluss bis zu 0,3 m3/s
- 1,10 km – Biske (Ellerbach) Schüttung und Abfluss bis zu 0,1 m3/s
- 1,10 km – Bründelgraben (Schutter) Schüttung und Abfluss 0,7 m3/s
- 0,92 km – Braunsel (Donau) Schüttung und Abfluss bis zu 1,5 m3/s
- 0,70 km – Laxbach (Neckar)
- 0,60 km – Weihermühlbach (Altmühl) Schüttung und Abfluss bis zu 4,5 m3/s
- 0,59 km – Kesselbach (Zwiefalter Aach) Schüttung und Abfluss 0,4–1,6 m3/s
- 0,50 km – Urspring (Ach) Schüttung und Abfluss 0,1–2,5 m3/s
- 0,45 km – Pfeffer (Brenz) Schüttung und Abfluss 0,1–0,7 m3/s
- 0,43 km – Deisinger Bach (Altmühl) Schüttung und Abfluss 0,55–6,0 m3/s
- 0,36 km – Bronnbach (Neckar) Schüttung und Abfluss bis zu 1,2 m3/s
- 0,34 km – Kapellenbach (Altmühl), Schüttung und Abfluss bis zu 0,25 m3/s
- 0,23 km – Hüttenbach (Altmühl), Schüttung und Abfluss bis zu 0,8 m3/s
- 0,20 km – Springe (Kleine Schmiech), Schüttung und Abfluss 0,058–1 m3/s

## Flüsse mit noch nicht recherchierter oder unbekannter Länge
- -- km – Grenzau (Arlau)
- -- km – Imme (Arlau)
- -- km – Olbe (Beber)
- -- km – Ruhlander Schwarzwasser (Schwarze Elster)
- -- km – Schwarzbach (Mulde)
- -- km – Schwarzbach (Rotbach)
- -- km – Schwarzbach (Jüchsen)
- -- km – Struga (Spree)
- -- km – Veerde (???)
- -- km – Weißer Schöps (Schwarzer Schöps)
- -- km – Woblitz (Havel)

## Flüsse nach Bundesländern geordnet
- Liste der Flüsse in Baden-Württemberg
- Liste der Flüsse in Bayern
- Liste von Flüssen und Kanälen in Brandenburg
- Liste der Flüsse in Hessen
- Liste von Flüssen und Kanälen in Mecklenburg-Vorpommern
- Liste der Flüsse in Niedersachsen
- Liste der Flüsse in Nordrhein-Westfalen
- Liste der Flüsse in Rheinland-Pfalz
- Liste der Flüsse im Saarland
- Liste der Gewässer in Sachsen
- Liste der Gewässer in Sachsen-Anhalt
- Liste der Gewässer in Schleswig-Holstein
- Liste der Gewässer in Thüringen